# Phreatodessus hades
Phreatodessus hades är en skalbaggsart som beskrevs av Ron Garth Ordish 1976. Phreatodessus hades ingår i släktet Phreatodessus och familjen dykare. Inga underarter finns listade i Catalogue of Life.